# هشام زريق
هشام زريق، من مواليد 1968 في الناصرة، مخرج وفنان تشكيلي فلسطيني. يعتبر هشام زريق من أوائل من استعمل الحاسوب للفن التشكيلي في العالم.

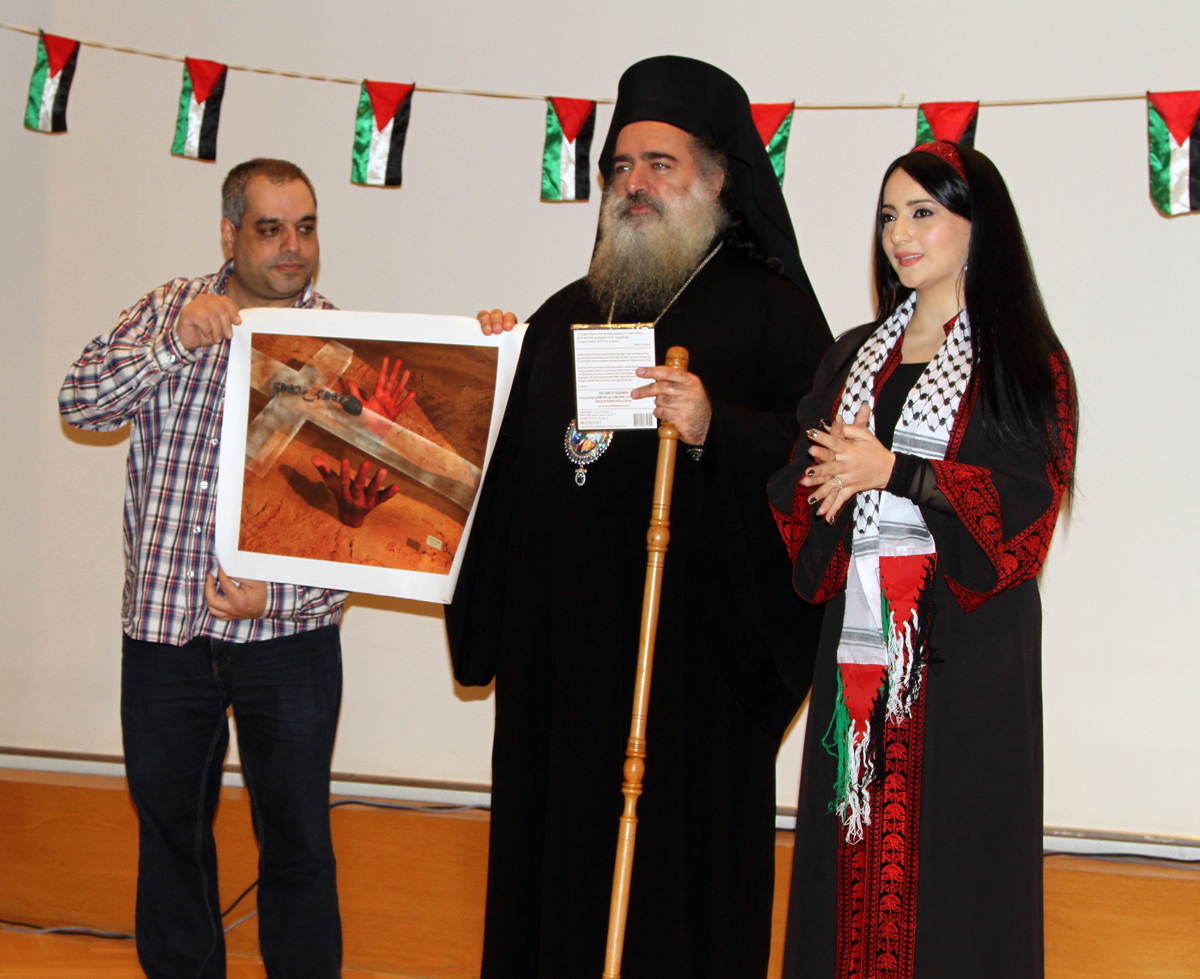
المخرج والفنان الفلسطيني هشام زريق يكرم سيادة المطران عطالله حنا والفنانه الفلسطينية منال موسى، ويهدي كلاً منهما أحد أعماله الفنية في إحتفال يوم الأرض في مدينة دورتموند الألمانية.

## سيرته
بدأ الرسم باستعمال الحاسوب في عام 1994، في عام 1996 بدأ بعرض رسوماته في صالات عرض ومتاحف عدة. وفي عام 2007 قام بإنتاج وإخراج أول فلم وثائقي له: «أبناء عيلبون» الحائز على المرتبة الأولى لجائزة العودة لعام 2008 إذ يوثق به أحداث مجزرة عيلبون خلال نكبة فلسطين. شارك الفيلم «مجرد يوم آخر» (بالإنجليزية: just another day) للمخرج الفلسطيني هشام زريق في مهرجان دمشق السينمائي، «مجرد يوم آخر» فيلم قصير يسرد قصة رجل عربي في أوروبا بعد أحداث 11 أيلول.
في سنة 2001 هاجر هشام زريق إلى ألمانيا، وهو الآن مقيم ويعمل كمهندس في مدينة إرلنجن جنوب ألمانيا.
يقول الفنان والمخرج الفلسطيني هشام زريق:
اعتقد أن الفن هو وسيلة أخرى للتواصل، للتعبير عن أفكاري، الفن بالنسبة لي يجب أن يكون رسالة من هذا القبيل. هذه هي الطريقة التي رأيت الفن عندما كنت طفلا صغيرا في محاولة للتعبير عن أفكار بسيطة والرسومات، وهذه هي الطريقة التي أرى الفن عند العمل على الفن الرقمي أو كتابة الشعر اليوم. أحيانا أسأل نفسي ما إذا كنا نستطيع الوصول إلى الناس من خلال «سبب»! لكنني اعتقد أن أفضل للوصول إلى قلوب الناس من خلال المشاعر، من خلال الفن، وهناك من قد نحصل عليه لسبب من الأسباب. أو ربما استخدام المتطرفة في الفن —وهذا ما نحاول عادة— من أجل جعل الناس يفكرون، وبعد التأمل
تصبح عشرات مشاعرهم. ثم تحليلاتها قد يجلب معه المنطق.
ومن القصص التي أثّرت فيه عندما سمعها من ذويه «كل شيء بدأ في 30 أكتوبر 1948، عندما قام الجيش الإسرائيلي احتلال قرية والده وذبح 14 شابا، أحدهم كان شقيق والده، وبعضهم من أبناء عمومة والده، والقرويين أجبروا على مغادرة بلادهم إلى لبنان».

## روابط داخلية
- أبناء عيلبون
- مجرد يوم آخر
- البحر من أمامكم (فيلم)

## وصلات خارجية
- هشام زريق على موقع IMDb (الإنجليزية)